# Jingo-keiun
La Era Jingo-keiun (神護景雲?) fue una era japonesa (年号 nengō?) posterior a la Era Tenpyō-jingo y anterior a la era Hōki. Abarcó del año 767 al 770. La emperatriz reinante fue Shōtoku-tennō (称徳天皇?), quien había gobernado anteriormente como Kōken-tennō (孝謙天皇?).

## Cambio de era
- Jingo-keiun gannen (神護景雲元年?); 767: La nueva era comenzó en Tenpyō-jingo 3, el 18.º día del octavo mes del año 767.[2]

## Eventos de la eraJingo-keiun
- Jingo-keiun 3, cuarto día del octavo mes (669): En el quinto año del reinado de Shōtoku-tennō, falleció la emperatriz, quien había designado al Príncipe Shirakabe como heredero.[3]
- Jingo-keiun 3, cuarto día del octavo mes ( 770): El nieto del Emperador Tenji de 62 años de edad recibe la sucesión.
- Jingo-keiun 3, primer día del décimo mes (770): El Emperador Kōnin asciende formalmente al trono, cambiando el nombre de la era a Hōki el mismo día.[4]